# Ito Yuta
Yuta Ito (伊藤 優汰 Itō Yūta, sinh ngày 18 tháng 9 năm 1992) là một cầu thủ bóng đá người Nhật Bản thi đấu cho Albirex Niigata, ở vị trí tiền vệ chạy cánh.

## Sự nghiệp câu lạc bộ
Sinh ra ở Nagoya, Ito ra mắt cho Kyoto Sanga trong mùa giải 2011. Anh ký một bản hợp đồng gia hạn với câu lạc bộ vào tháng 9 năm 2011, và trải qua mùa giải 2013 theo dạng cho mượn tại Ehime. Anh chuyển đến Albirex Niigata vào tháng 1 năm 2016.

## Thống kê câu lạc bộ
Cập nhật đến ngày 23 tháng 2 năm 2018.
| Thành tích câu lạc bộ | Thành tích câu lạc bộ | Thành tích câu lạc bộ | Giải vô địch | Giải vô địch | Cúp                   | Cúp                   | Cúp Liên đoàn | Cúp Liên đoàn | Tổng cộng | Tổng cộng |
| Mùa giải              | Câu lạc bộ            | Giải vô địch          | Số trận      | Bàn thắng    | Số trận               | Bàn thắng             | Số trận       | Bàn thắng     | Số trận   | Bàn thắng |
| Nhật Bản              | Nhật Bản              | Nhật Bản              | Giải vô địch | Giải vô địch | Cúp Hoàng đế Nhật Bản | Cúp Hoàng đế Nhật Bản | J. League Cup | J. League Cup | Tổng cộng | Tổng cộng |
| --------------------- | --------------------- | --------------------- | ------------ | ------------ | --------------------- | --------------------- | ------------- | ------------- | --------- | --------- |
| 2011                  | Kyoto Sanga           | J2 League             | 20           | 3            | 1                     | 0                     | –             | –             | 21        | 3         |
| 2012                  | Kyoto Sanga           | J2 League             | 10           | 1            | 0                     | 0                     | –             | –             | 10        | 1         |
| 2013                  | Ehime FC              | J2 League             | 6            | 0            | 0                     | 0                     | –             | –             | 6         | 0         |
| 2014                  | Kyoto Sanga           | J2 League             | 14           | 1            | 2                     | 0                     | –             | –             | 16        | 1         |
| 2015                  | Kyoto Sanga           | J2 League             | 29           | 4            | 1                     | 0                     | –             | –             | 30        | 4         |
| 2016                  | Albirex Niigata       | J1 League             | 18           | 1            | 1                     | 0                     | 4             | 1             | 23        | 2         |
| 2017                  | Albirex Niigata       | J1 League             | 7            | 0            | 1                     | 0                     | 2             | 0             | 10        | 0         |
| Tổng                  | Tổng                  | Tổng                  | 104          | 10           | 6                     | 0                     | 6             | 1             | 116       | 11        |